# Erythrolamprus epinephalus
Erythrolamprus epinephalus — вид змій родини полозових (Colubridae). Мешкає в Південній Америці.

## Підвиди
Виділяють шість підвидів:
- Erythrolamprus epinephalus bimaculatus (Cope, 1899);
- Erythrolamprus epinephalus epinephalus (Cope, 1862);
- Erythrolamprus epinephalus juvenalis (Dunn, 1937);
- Erythrolamprus epinephalus kogiorum (Bernal-Carlo, 1994);
- Erythrolamprus epinephalus opisthotaenius (Boulenger, 1908);
- Erythrolamprus epinephalus pseudocobella (Peracca, 1914).

## Поширення і екологія
Erythrolamprus epinephalus мешкають в горах Коста-Рики, Панамі, Колумбії, Еквадору, Північного Перу і Західної Венесуели. Вони живуть у вологих тропічних лісах, поблизу боліт і струмків. Живляться амфібіями.